# Microgomphus chelifer
Microgomphus chelifer – gatunek ważki z rodziny gadziogłówkowatych (Gomphidae).